# Johnny Knoxville
Johnny Knoxville, rodným jménem Philip John Clapp Jr. (* 11. března 1971 Knoxville, Tennessee) je americký herec a komik.

## Začátky
Narodil se Philipu a Lemoyně Clappovým v americkém Knoxvillu. Poté, co absolvoval South-Young High School v roce 1989, tak se přestěhoval do Kalifornie, aby se stal hercem. Doufal, že dostane nějakou větší hereckou příležitost, která však nepřišla, a tak začal psát články do několika magazínů a časopisů. Působil také na Americké Akademii Dramatických Umění, ovšem pouhé dva týdny. Nakonec se objevil v magazínu pro skateboardisty s názvem Big Brother.

## Kariéra
Poprvé se ve filmu objevil v roce 1995, a to ve snímku Desert Blues. O dva roky později si také zahrál v seriálu Tatík Hill a spol.. V roce 2000 pak přišel projekt, který jej proslavil nejvíc a nastartoval jeho kariéru. Hudební televize MTV jej obsadila do bláznivé show s názvem Jackass, na které se autorsky podílel, a ve které parta lidí provádí nebezpečné, často velmi brutální kousky. Show však měla úspěch a natočily se k ní i čtyři celovečerní filmy.
Následovalo několik filmových rolí. Objevil se v takových celovečerních filmech, ke kterým patří Muži v černém 2, Velký průšvih, Kráčející skála, Cesta kolem světa za 80 dní, Legendy z Dogtownu a Mistři hazardu. V roce 2018 se připravuje nová komedie Action Point, kde si Johny Knoxville zahraje hlavní roli majitele nebezpečného zábavního parku.

## Osobní život
Od roku 1995 do roku 2007 byl ženatý. Jeho žena se jmenovala Melanie, se kterou má dceru Madison.
V roce 2009 byl zatčen na letišti v Los Angeles pro podezření z držení granátu v prostoru letiště. Následující den byl propuštěn, když se zjistilo, že se jedná o komerční atrapu.
V srpnu 2009 Knoxville oznámil, že se svou přítelkyní, Naomi Nelson, očekává potomka. Syn Rocko Akira Clapp se narodil 4 dny před Štědrým dnem toho roku.

## Filmografie
- 1995 - Desert Blues
- 1997 - Tatík Hill a spol. (TV seriál)
- 2000 - Divoké kočky, Jackass - naprostí šílenci (TV seriál)
- 2001 - The Andy Dick show (TV seriál), CKY 3 (TV film), Don't try this at home (TV seriál)
- 2002 - Creature Featurettes (TV seriál), Jackass Backyard BBQ (TV seriál), Making of "Jackass:The Movie", MIB ADR, Divoká krev, Jackass:Film, Muži v černém 2, Reel Comedy:Big Trouble, Velký průšvih, Zamilovaná do vraha, CKY 4 Latest & Greatest
- 2003 - Grand Theft Parsons, Viva la Bam (TV seriál), Wildboyz (TV seriál)
- 2004 - Steve-O:The Early Years, Cesta kolem světa za 80 dní, Chlípnost nade vše, Jackass 2 (TV film), Kráčející skála
- 2005 - Bláznivá olympiáda, Daltry Kelhůn, Legendy z Dogtownu, Mistři Hazardu, All the Dirt on: A Dirty shame, Jackass: Gumball Rally
- 2006 - Jackass 2, Ultimate Predator
- 2007 - Jackass 2.5
- 2008 - Jackass World 24 Hour Takeover, Unhitched (TV seriál), Smrtící úder, Mat Hoffman's Tribute to Evel Knievel
- 2009 - Jackass: The lost Tapes, Nitro Circus (TV seriál), Anatomie Lži (TV seriál), Steve-O: Demise and Rise
- 2010 - Jackass 3, Father of Invention
- 2011 - Jackass 3.5, Ryan Dunn Tribute Special
- 2012 - Nature Calls, Malé byty, Kde je Albert?, Nitro Circus
- 2013 - Konečná, Mládeži nepřípustno, Království lesních strážců, Jackass: Děda Mizera, Maron (TV seriál)
- 2014 - Desire, Jackass: Děda Mizera .5
- 2016 - Elvis & Nixon, Detektiv z Hongkongu, Zvířatka (TV seriál)
- 2017 - The Orville (TV seriál)
- 2018 - Rosy, Akční Park, Velký Buster: Keaton
- 2019 - We Summon the Darkness, Víc než Podezření, Polar
- 2020 - Mainstream, Class Action Park, Steve-O: Gnarly
- 2022 - Jackass 4, Jackass 4.5, Reboot (TV seriál), Týden žraloků s Jackass, Týden žraloků s Jackass 2.0
- 2023 - Agent Elvis (TV seriál), Dějiny světa, část druhá (TV seriál)
- 2024 - Sweet Dreams